# Flirt (film 1983)
Flirt è una pellicola del 1983 diretta da Roberto Russo.
Per questa pellicola, Monica Vitti ha vinto l'Orso d'argento per il miglior contributo singolo al Festival internazionale del cinema di Berlino.

## Trama
Laura e Giovanni sono una coppia sposata ormai da vent'anni. La loro vita scorre secondo una abitudine sempre identica, fino a quando Laura non comincia a sospettare una relazione extraconiugale del marito. Durante la notte Giovanni pronuncia nel sonno un nome di donna; inoltre l'uomo arriva tardi a casa la sera ma la moglie scopre che la ditta presso cui egli lavora non chiede ore di lavoro straordinario.
Seguendo Giovanni fino alla loro villetta al mare, la donna scopre che la rivale è solo una fantasia del marito depresso. Giovanni viene ricoverato in una casa di cura ma la sua amante immaginaria non accenna a scomparire. Quando Laura va a fargli visita, capisce che non serve contraddire i matti e, assecondando l'allucinazione del marito, riuscirà con pazienza a riconquistarlo.

## Colonna sonora
Tutti i brani del film si devono a Francesco De Gregori, che per l'occasione incise il mini-LP La donna cannone.

## Riconoscimenti
- 1984 - Festival internazionale del cinema di Berlino
  - Orso d'argento per il miglior contributo singolo a Monica Vitti
  - Candidatura all'Orso d'oro a Roberto Russo
- 1984 - David di Donatello
  - Miglior regista esordiente a Roberto Russo
  - Candidatura per la Migliore attrice protagonista a Monica Vitti
  - Candidatura per la Migliore colonna sonora a Francesco De Gregori